# Molecular Plant Pathology
Molecular Plant Pathology est une revue scientifique bimestrielle évaluaée par les pairs, publiée par Wiley-Blackwell au nom de la British Society for Plant Pathology. Elle a été créée en janvier 2000. La revue couvre la recherche concernant la phytopathologie, en particulier dans ses aspects moléculaires, tels que les interactions plante-pathogène. 
Le rédacteur en chef est Marty Dickman (Texas A&M University).
Selon le Journal Citation Reports , cette revue a une facteur d'impact 2011 de 3,899, ce qui la classe au vingtième rang sur 190 revues dans la catégorie « botanique ».